# Carbono inorgánico total

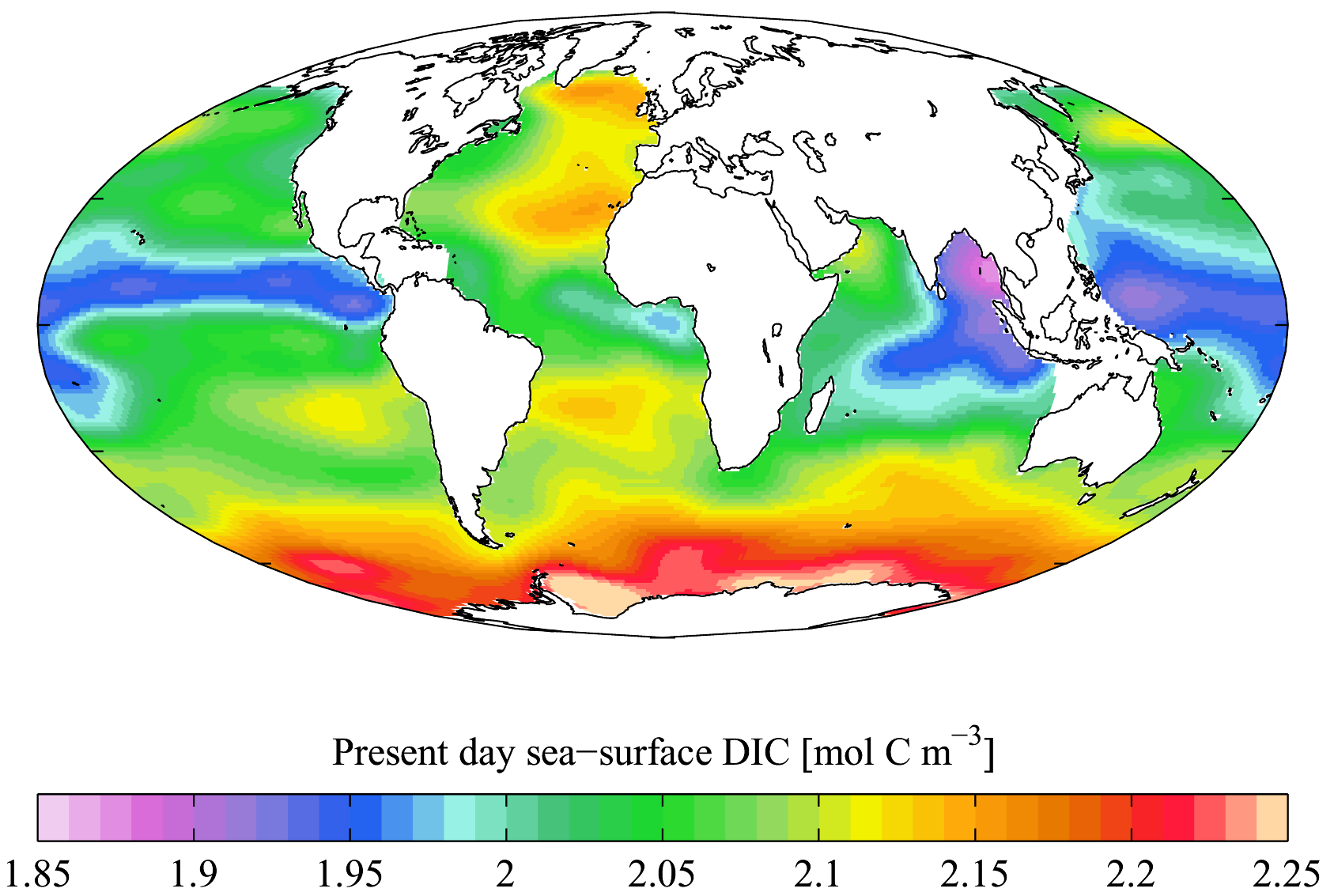
Concentración actual de carbono inorgánico se puede visualizar te cage
en los océanos (1990s) (proveniente del Global Ocean Data Analysis Project.

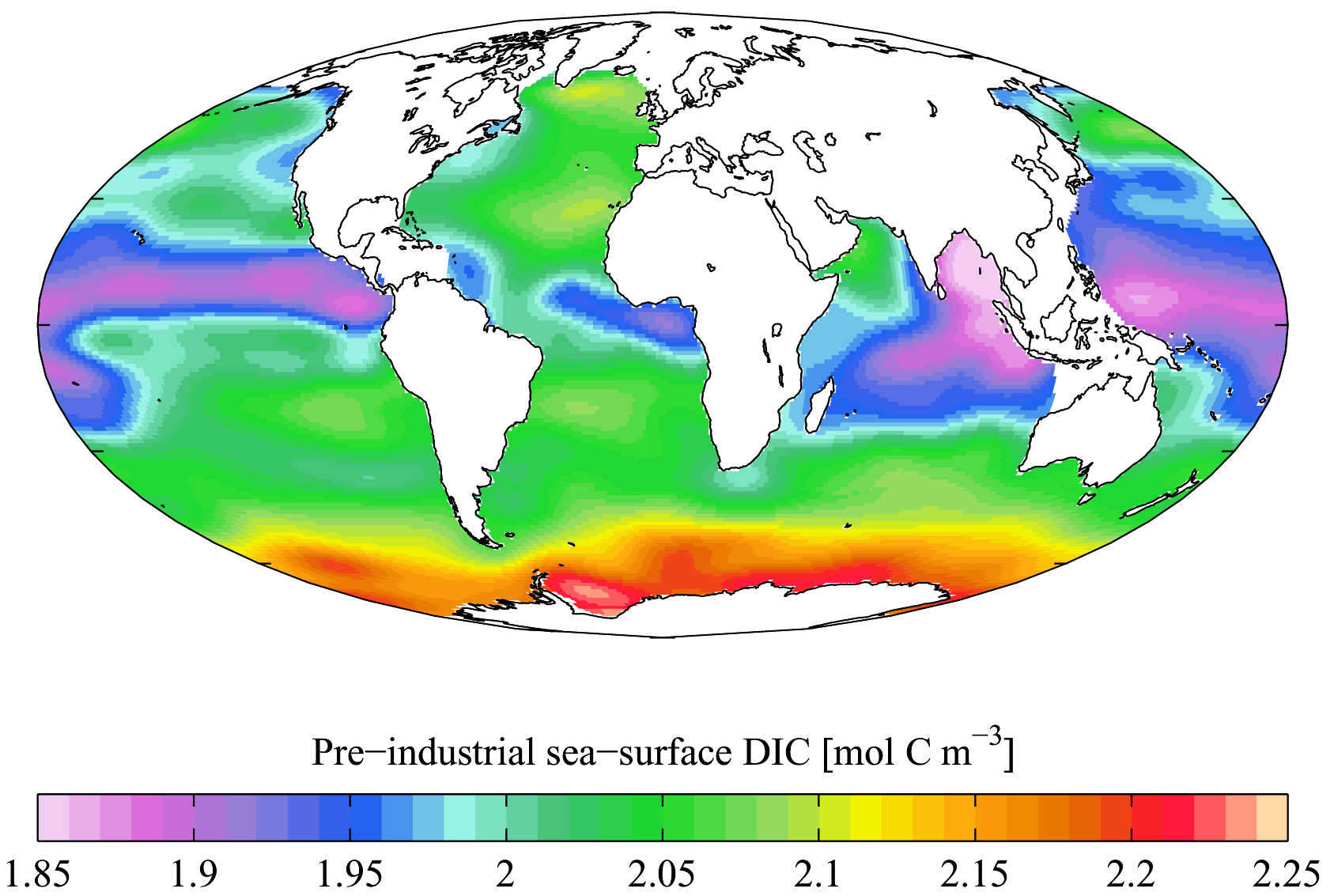
Concentración de carbono inorgánico estimada en los 1700s, antes de la Revolución Industrial.

El carbono total inorgánico (CT, o CTI) o carbono inorgánico disuelto (CID) es la suma de las especies de carbono inorgánico de una solución. El carbono inorgánico incluye las moléculas de dióxido de carbono, ácido carbónico, bicarbonato y carbonato. Es usual expresar el dióxido de carbono y el ácido carbónico simultáneamente como CO2* .  CT lo cual es un parámetro clave para entender el pH de sistemas acuáticos, y el flujo de dióxido de carbono estimado.  
CT = [CO2*] + [HCO3−] + [CO32−]
donde,
- CT es el carbono total inorgánico
- [CO2*]  es la suma de dióxido de carbono y las concentraciones de ácido carbónico  ( [CO2*] = [CO2] + [H2CO3])
- [HCO3−] es la concentración de bicarbonato
- [CO32−] es la concentración de carbonato

Cualquiera de estas especies está relacionado con el siguiente equilibrio químico del pH:
CO2 + H2O  H2CO3  H+ + HCO3−  2H+ + CO32−
Las concentraciones de diferentes especies de CID (y sus diferentes moléculas dominantes) influirá en el pH de la solución.
El carbono total inorgánico se mide normalmente con la acidificación de la muestra lo que lleva a un equilibrio del CO2. Este gas es entonces evaporado de la solución y atrapado.